# Le Buisson-de-Cadouin
Le Buisson-de-Cadouin (okcitansko Lo Boisson de Cadonh) je naselje in občina v francoskem departmaju Dordogne regije Akvitanije. Leta 2008 je naselje imelo 2.168 prebivalcev.

## Geografija
Kraj leži v pokrajini Périgord ob reki Dordogne, 39 km vzhodno od Bergeraca.

## Uprava
Le Buisson-de-Cadouin je sedež istoimenskega kantona, v katerega so poleg njegove, vključene še občine Alles-sur-Dordogne, Badefols-sur-Dordogne, Bouillac, Calès, Molières, Pontours in Urval s 3.867 prebivalci.
Kanton Buisson-de-Cadouin je sestavni del okrožja Bergerac.

## Zanimivosti
- cistercijanska opatija, ustanovljena leta 1115 v kraju Cadouin, postaja na romarski poti v Santiago de Compostelo (Via Lemovicensis).
- botanični vrt Jardin de Planbuisson,
- Grotte de Cussac, jama v dolini reke Dordogne, odkrita septembra 2000, trenutno pod zaščito in zaprta za javnost. Jama vsebuje več kot 150 paleolitskih poslikav starosti 25.000 let, v njej so bili najdeni tudi ostanki človeških kosti.